# ニック・ネルソン (野球)
ニコラス・ベンジャミン・ネルソン（Nicholas Benjamin "Nick" Nelson, 1995年12月5日 - ）は、アメリカ合衆国フロリダ州パナマシティ出身のプロ野球選手（投手）。右投右打。阪神タイガース所属。

## 経歴

### プロ入り前
2014年のMLBドラフト31巡目（全体928位）でサンフランシスコ・ジャイアンツから指名されたが、契約せずにガルフ・コースト・コミュニティ大学へ進学した。

### プロ入りとヤンキース時代

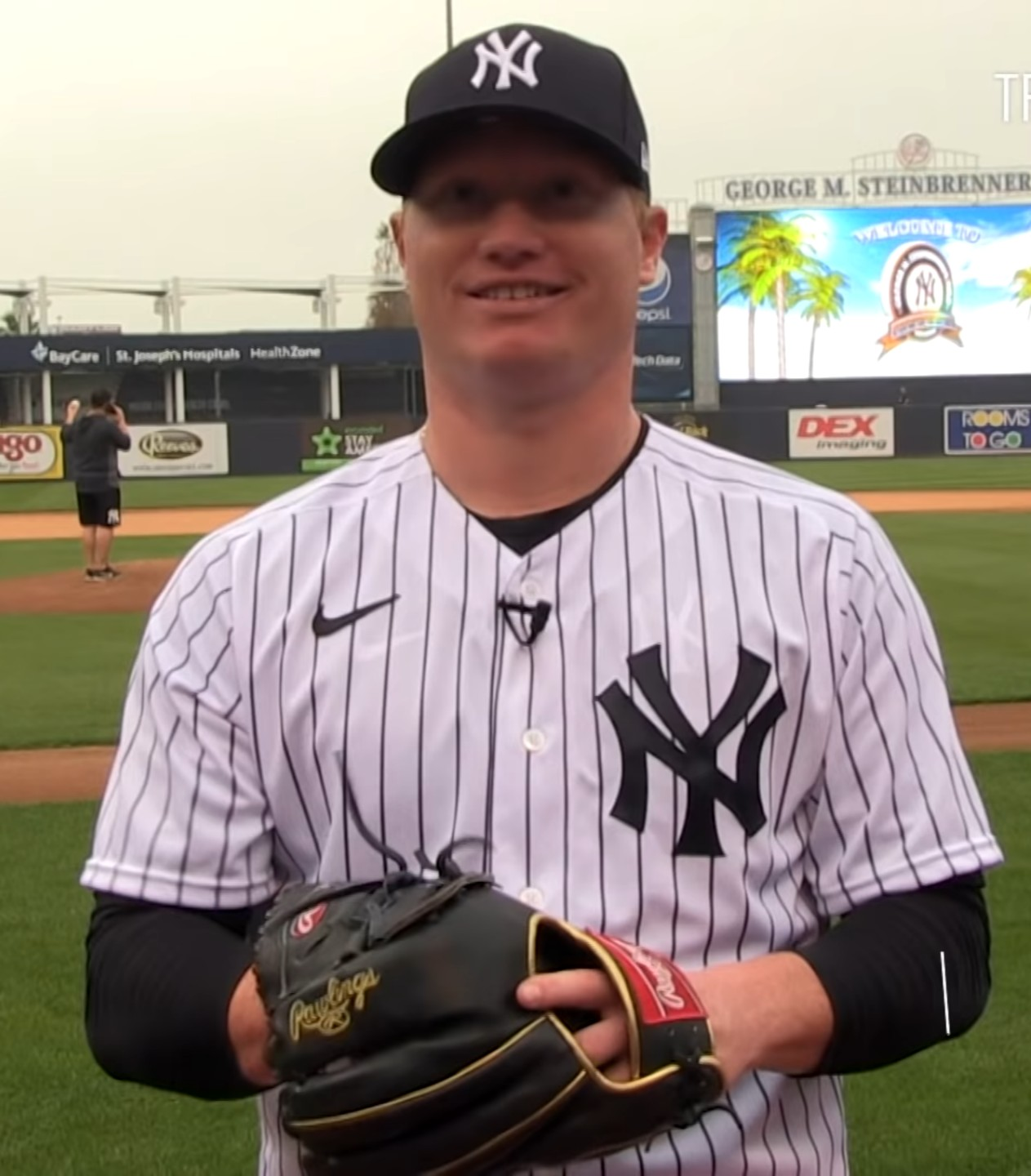
ニューヨーク・ヤンキース時代
(2020年)

2016年のMLBドラフト4巡目（全体128位）でニューヨーク・ヤンキースから指名され、プロ入り。契約後、傘下のアパラチアンリーグのルーキー級プラスキ・ヤンキースでプロデビュー。10試合に先発登板して0勝3敗、防御率3.38、19奪三振を記録した。
2017年はA級チャールストン・リバードッグスでプレーし、22試合に先発登板して3勝12敗、防御率4.56、110奪三振を記録した。
2018年はA級チャールストン、A+級タンパ・ターポンズ、AA級トレントン・サンダーでプレーし、3球団合計で26試合（先発25試合）に登板して8勝6敗、防御率3.55、144奪三振を記録した。
2019年はA+級タンパ、AA級トレントン、AAA級スクラントン・ウィルクスバリ・レイルライダースでプレーし、3球団合計で18試合（先発17試合）に登板して8勝3敗、防御率2.81、114奪三振を記録した。オフの11月20日にルール・ファイブ・ドラフトでの流出を防ぐために40人枠入りした。
2020年7月26日にメジャー初昇格を果たし、メジャーデビューとなった8月1日のボストン・レッドソックス戦では田中将大、ルイス・アビランの後を受けて3番手として3回を無失点に抑え、この試合の最長イニングを投げていたため初登板初勝利が転がり込んだ。また、この年のポストシーズンではALDSからロースターに登録され、タンパベイ・レイズ(この年は新型コロナウイルスの影響で中立地で、本来はサンディエゴ・パドレスの本拠地であるペトコ・パークでの無観客且つ休養日なしでの開催)との第2戦に登板。この試合では1回を投げて、無失点だった。続く第3戦にも田中将大、チャド・グリーン、ルイス・セッサの後を受け、4番手で登板。この試合でも1回を投げて無失点だった。しかし、チームは最終第5戦までもつれる激戦の末に2勝3敗でレイズに敗れ、敗退した。

### フィリーズ時代
2021年11月19日にT.J.ラムフィールド、ジョエル・バルデスとのトレードで、ドニー・サンズと共にフィラデルフィア・フィリーズへ移籍した。
2022年は主にリリーフで47試合に登板し、3勝2敗1セーブを記録し13年ぶりのリーグ優勝に貢献。ヒューストン・アストロズとのワールドシリーズでロースター入りし、第3戦で4番手として登板し1回を無失点に抑えたが、チームは2勝4敗で敗れた。
2023年は1試合、2024年は4試合の登板に終わり、オフの10月10日にFAとなった。

### 阪神時代
2024年12月19日、NPBの阪神タイガースと契約を締結したことが発表された。推定年俸は90万ドル（約1億3500万円）。背番号は42。

## 選手としての特徴
最速98.7mph（約158.8km/h）の速球とチェンジアップが主な球種である。他にはスライダー、シンカーを操る。
また、希少なナックルボーラーでもある。2025年2月のキャンプでナックルボールを受けた捕手の坂本誠志郎は「キャッチャーも危ないぐらい結構揺れている」、ライブBPで対戦した髙寺望夢は「縫い目が見えました。回転していなかったです」と評している。
一番自信がある球としてチェンジアップを挙げ、2022年6月5日にエンゼルス時代の大谷翔平と1度対戦し、そのチェンジアップで空振り三振に仕留めている。

## 人物
MLB時代の愛称は「ネリー」。
高校時代は強打者として知られ、大学では二刀流選手として活躍し、207打席で打率.339、長打率.540、7本塁打を記録した。地元では「投手ではなく、打者として成功すると思っていた」と声をかけられることが何度もあったという。
自身と入れ違いで阪神を退団しフィリーズとマイナー契約を結んだ青柳晃洋とは面識はないものの、古巣フィリーズ傘下の関係者や親友であるフィリーズの外野手ブランドン・マーシュらに“青柳をよろしく”とメッセージを送ったことを明かしている。

## 詳細情報

### 年度別投手成績
| 年 度    | 球 団    | 登 板 | 先 発 | 完 投 | 完 封 | 無 四 球 | 勝 利 | 敗 戦 | セ 丨 ブ | ホ 丨 ル ド | 勝 率 | 打 者 | 投 球 回 | 被 安 打 | 被 本 塁 打 | 与 四 球 | 敬 遠 | 与 死 球 | 奪 三 振 | 暴 投 | ボ 丨 ク | 失 点 | 自 責 点 | 防 御 率 | W H I P |
| -------- | -------- | ----- | ----- | ----- | ----- | -------- | ----- | ----- | -------- | ----------- | ----- | ----- | -------- | -------- | ----------- | -------- | ----- | -------- | -------- | ----- | -------- | ----- | -------- | -------- | ------- |
| 2020     | NYY      | 11    | 0     | 0     | 0     | 0        | 1     | 0     | 0        | 1           | 1.000 | 90    | 20.2     | 20       | 4           | 11       | 0     | 0        | 18       | 0     | 0        | 13    | 11       | 4.79     | 1.50    |
| 2021     | NYY      | 11    | 2     | 0     | 0     | 0        | 0     | 2     | 0        | 0           | .000  | 78    | 14.1     | 15       | 0           | 16       | 0     | 3        | 22       | 5     | 0        | 16    | 14       | 8.79     | 2.16    |
| 2022     | PHI      | 47    | 2     | 0     | 0     | 0        | 3     | 2     | 1        | 3           | .600  | 306   | 68.2     | 66       | 1           | 36       | 0     | 4        | 69       | 13    | 0        | 38    | 37       | 4.85     | 1.49    |
| 2023     | PHI      | 1     | 0     | 0     | 0     | 0        | 1     | 0     | 0        | 0           | 1.000 | 20    | 5.1      | 2        | 1           | 2        | 0     | 0        | 3        | 0     | 0        | 1     | 1        | 1.69     | 0.75    |
| 2024     | PHI      | 4     | 0     | 0     | 0     | 0        | 0     | 0     | 0        | 0           | ----  | 26    | 5.1      | 8        | 0           | 2        | 0     | 1        | 8        | 0     | 0        | 3     | 3        | 5.06     | 1.88    |
| MLB：5年 | MLB：5年 | 74    | 4     | 0     | 0     | 0        | 5     | 4     | 1        | 4           | .556  | 520   | 114.1    | 111      | 6           | 67       | 0     | 8        | 120      | 18    | 0        | 71    | 66       | 5.20     | 1.56    |

- 2024年度シーズン終了時
- 各年度の太字はリーグ最高

### MLBポストシーズン投手成績
| 年 度     | 球 団     | シ リ ｜ ズ | 登 板 | 先 発 | 勝 利 | 敗 戦 | セ ｜ ブ | 打 者 | 投 球 回 | 被 安 打 | 被 本 塁 打 | 与 四 球 | 敬 遠 | 与 死 球 | 奪 三 振 | 暴 投 | ボ ｜ ク | 失 点 | 自 責 点 | 防 御 率 |
| --------- | --------- | ----------- | ----- | ----- | ----- | ----- | -------- | ----- | -------- | -------- | ----------- | -------- | ----- | -------- | -------- | ----- | -------- | ----- | -------- | -------- |
| 2020      | NYY       | ALDS        | 2     | 0     | 0     | 0     | 0        | 7     | 2.0      | 1        | 0           | 0        | 0     | 0        | 2        | 0     | 0        | 0     | 0        | 0.00     |
| 2022      | PHI       | WS          | 1     | 0     | 0     | 0     | 0        | 5     | 1.0      | 0        | 0           | 2        | 0     | 0        | 0        | 0     | 0        | 0     | 0        | 0.00     |
| 出場：2回 | 出場：2回 | 出場：2回   | 3     | 0     | 0     | 0     | 0        | 12    | 3.0      | 1        | 0           | 2        | 0     | 0        | 2        | 0     | 0        | 0     | 0        | 0.00     |

- 2024年度シーズン終了時

### 年度別守備成績
| 年 度 | 球 団 | 投手（P） | 投手（P） | 投手（P） | 投手（P） | 投手（P） | 投手（P） |
| 年 度 | 球 団 | 試 合     | 刺 殺     | 補 殺     | 失 策     | 併 殺     | 守 備 率  |
| ----- | ----- | --------- | --------- | --------- | --------- | --------- | --------- |
| 2020  | NYY   | 11        | 1         | 1         | 0         | 0         | 1.000     |
| 2021  | NYY   | 11        | 0         | 1         | 0         | 0         | 1.000     |
| 2022  | PHI   | 47        | 3         | 5         | 1         | 0         | .889      |
| 2023  | PHI   | 1         | 0         | 1         | 1         | 0         | .500      |
| 2024  | PHI   | 4         | 1         | 0         | 0         | 0         | 1.000     |
| MLB   | MLB   | 74        | 5         | 8         | 2         | 0         | .867      |

- 2024年度シーズン終了時

### 記録

#### NPB
初記録
投手記録
- 初登板：2025年5月21日、対読売ジャイアンツ11回戦（阪神甲子園球場）、8回表に4番手で救援登板、1回無失点[19]
- 初ホールド：2025年5月28日、対横浜DeNAベイスターズ10回戦（阪神甲子園球場）、6回表に2番手で救援登板、1回無失点[20]
- 初奪三振：2025年6月1日、対広島東洋カープ12回戦（MAZDA Zoom-Zoom スタジアム広島）、9回裏に小園海斗から空振り三振
- 初勝利：2025年7月19日、対読売ジャイアンツ16回戦（東京ドーム）、10回裏に5番手で救援登板、1回無失点[21]

### 背番号
- 79（2020年 - 2021年）
- 57（2022年 - 2024年）
- 42（2025年[10] - ）